# Simulium quechuanum
Simulium quechuanum är en tvåvingeart som beskrevs av Coscaron och Peter Wolfgang Wygodzinsky 1972. Simulium quechuanum ingår i släktet Simulium och familjen knott. Inga underarter finns listade i Catalogue of Life.